# Hany Ramzy (acteur)
 (février 2017).
Si vous disposez d'ouvrages ou d'articles de référence ou si vous connaissez des sites web de qualité traitant du thème abordé ici, merci de compléter l'article en donnant les références utiles à sa vérifiabilité et en les liant à la section « Notes et références ».
Hany Ramzy (en arabe: هاني رمزي) (Né le 26 octobre 1964 à Beni Mazar à Minya, en Égypte) est un acteur chrétien copte égyptien, et est actuellement l'un des comédiens les plus célèbres en Égypte.[réf. nécessaire]

## Liste sélectives de ses films
- 2015 Nom el-Talat
- 2013 Tom wa Jimi
- 2011 Amn Dawlat
- 2011 Samy Oxed El Karbon
- 2008 Nems Bond
- 2007 Asad wa arbaa qutat
- 2005 El Sayed Abo El Araby Wasal
- 2004 Ghabi mino fih
- 2003 Kedah okaih
- 2003 Ayez haqqi
- 2002 Mohami khulaa
- 2001 Gawas biqarar gomhory
- 2001 El hob el awel
- 2001 Etfarag ya salam
- 1998 Sa'eedi fil gamaa el amrekeia
- 1996 Nasser 56